# Islas Dispersas del Océano Índico
Las islas Dispersas del Océano Índico (en francés: Îles Éparses de l’océan Indien) son un grupo de pequeñas islas coralinas localizadas en el canal de Mozambique, en el océano Índico (salvo la isla de Tromelin). No forman ningún grupo geográfico, solo administrativo, ya que todas pertenecen a Francia y forman uno de los cinco distritos de las Tierras Australes y Antárticas Francesas. Algunas de estas islas son reivindicadas por los países vecinos, como Madagascar, Mauricio y Comoras.

## Geografía
Estas islas están normalmente deshabitadas tras la automatización de las instalaciones meteorológicas; la excepción es la Tromelin, donde adicionalmente existe una guarnición militar francesa de aproximadamente quince soldados, cuya misión es reforzar la soberanía francesa de la región.
Las islas son consideradas reservas naturales.
- A. En el canal de Mozambique, deshabitadas:

- Al sur del canal de Mozambique:

- Bassas da India: un atolón en formación de apenas 7,49 km².
- Isla Europa: 32,9 km² a 330 km al noroeste de Tuléar y 500 km de la costa africana.

- En la parte más estrecha del canal, aproximadamente a un tercio del camino entre Madagascar y Mozambique:

- Isla Juan de Nova: 4,4 km², 600 km al suroeste de Mayotte y a 280 km de las costas africanas (Mozambique).

- Al noreste del archipiélago de las Comoras y de Mayotte:

- Islas Gloriosas: 7 km² en dos pequeños islotes: Roches Vertes e île aux Crabes. La zona económica exclusiva de las Gloriosas, situada al norte de Madagascar, representa una superficie de 48 350 km².

- B. En el océano Índico, al norte de la isla de Reunión:

- Tromelin: 1 km², habitada por una guarnición de 15 soldados franceses.

## Historia
Las islas Dispersas fueron administradas por el prefecto de Reunión hasta el 3 de enero de 2005. Después de dicha fecha, son responsabilidad del prefecto que ejerce de administrador general de los Territorios Australes Franceses. El 20 de junio de 2025, el ministro de Asuntos Exteriores de Madagascar, Rasata Rafaravavitafika, presidió una reunión del comité científico dedicada a la reivindicación de Madagascar sobre las Islas Dispersas. El objetivo de esta reunión era desarrollar argumentos para preservar la soberanía de Madagascar sobre las Islas Dispersas, a la vez que se avanzaba en las conversaciones con Francia.